# 이유태 (1607년)
이유태(1607년 ~ 1684년)는 조선 효종 때 지평과 시강원의 진선과 집의를 지내고, 현종 때 공조참의와 동부승지를 역임한 문신이다.

## 생애
그는 선조 40년 충청남도 금산군 노동리에서 유학자 이서(李曙)의 아들로 태어났다. 다섯 아들 가운데 셋째였으며, 어머니는 청풍 김씨이다. 
본관은 경주이고, 자는 태지(泰之), 호는 초려(草廬)이다.

## 관직
김집의 천거로 인조 때 희릉참봉, 건원릉참봉, 대군사부에 임명되었지만 벼슬에 나가지 않았고, 효종 9년(1658년) 송시열과 송준길의 천거로 지평이 되고, 이듬해 시강원 진선·집의를 지냈다. 현종 즉위 후 공조참의·동부승지를 역임하였다.

## 유적
세종특별자치시에 묘소가 있으며, 이 일대에 초려역사공원이 조성되었다.